# Informetria
Informetria és l'estudi d'aspectes quantitatius de la informació. Això inclou la producció, la disseminació i l'ús de totes les formes d'informació, independentment de la seva forma o origen. La informetria engloba els camps següents:
- Cienciometria, l'estudi dels aspectes quantitatius de ciència
- Webmetria, l'estudi dels aspectes quantitatius de la World Wide Web
- Cibermetria, la qual és similar a la webmetria, però que amplia la seva definició per incloure tots els recursos electrònics en línia
- Bibliometria, l'estudi dels aspectes quantitatius de la informació enregistrada

## Desenvolupament històric
El terme va ser encunyat per Nacke l'any 1979, i el definí com l'aplicació de mètodes matemàtics a les situacions i fets en el camp de la informació, amb la finalitat de descriure i analitzar els seus fenòmens, descobrir les seves lleis i servir de suport en la presa de decisions. El terme va ser adoptat de seguida a l'antiga Unió Soviètica i des d'allà s'impulsà la creació d'un comitè dins la International Federation for Information and Documentation (FID). L'any 1989 arribà l'acceptació definitiva amb el canvi de nom de la International Conference on Bibliometrics and Theoretical Aspects of Information Retrieval, celebrada el 1987, per la International Conference on Bibliometrics, Scientometrics and Informetrics.
La informetria aprofita els estudis i coneixements aportats a la bibliometria i la cienciometria per Alfred J. Lotka, Samuel C. Bradford, Derek J. de Solla Price, Gerard Salton, Leo Egghe, Ronald Rousseau, Tibor Braun, Olle Persson, Peter Ingwersen, Manfred Bonitz, i Eugene Garfield.

## Mètodes
Atesa la seva estreta relació amb les altres disciplines quantitatives, una bona manera d'entendre el seu objecte d'estudi i els mètodes que fa servir pot ser mitjançant el quadre comparatiu de Bibliometria, Cienciometria i Informetria de McGrath(1989), que cita Macías-Chapula (2001, prèviament 1998), que re-cita Vanti (2000) i que amplia les dues darreres columnes López-Ornelas (2010), basant-se per a la Cibermetria en Arroyo et al. (2005) i Gregorio (2004), i per a la Webmetria en Martínez (2006) i en la Red Abierta de Bibliotecas Digitales (RABiD) Arxivat 2015-06-28 a Wayback Machine. (2007): Área de información de cibermetría

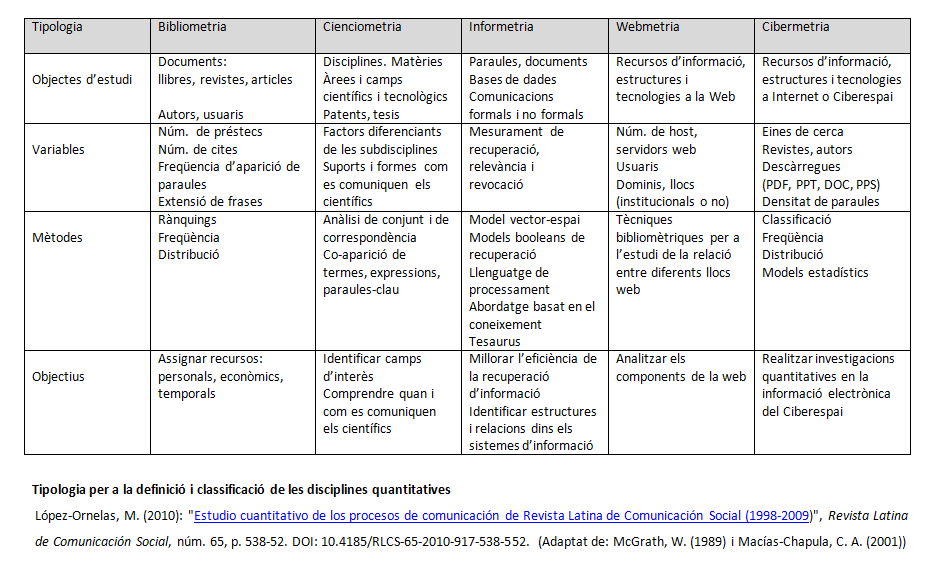